# Baron Chatfield
Baronowie Chatfield 1. kreacji (parostwo Zjednoczonego Królestwa)
- 1937–1967: Alfred Ernle Montacute Chatfield, 1. baron Chatfield
- 1967–2007: Ernle David Lewis Chatfield, 2. baron Chatfield